# Hitra železnica Haramain
Hitra železnica Haramain (arabsko قطار الحرمين السريع, latinizirano: qiṭār al-ḥaramayn as-sarīʿ, dedžaško arabsko: [ɡɪtˤaːr alħarameːn asːariːʕ], skrajšano HHR) je potniška železnica, ki služi Meki in provinci Medina v zahodni Saudovi Arabiji. Glavna proga, dolga 449,2 kilometra, neposredno povezuje islamski sveti mesti Meko in Medino (skupno znani kot Haramain) preko Džide in gospodarskega mesta kralja Abdullaha. 3,75-kilometrska odcepna linija zagotavlja povezave do mednarodnega letališča King Abdulaziz v Džidi.
HHR ima delovno hitrost 300 km/h (186 mph), zaradi česar je prva hitra železnica v Saudovi Arabiji. Gradnja se je začela marca 2009, železnica pa je bila uradno odprta 25. septembra 2018, za javnost pa odprta 11. oktobra 2018.

## Zgodovina

### Gradnja
Gradnja se je začela marca 2009, projekt pa je bil prvotno predviden za dokončanje leta 2012. Po odprtju leta 2018 je HHR potrebovala šest let dlje, da je biladokončana, kot je bilo pričakovano. Skupna vrednost pogodbe je bila približno 9,4 milijarde USD.

### 2019 Požar na postaji Al-Sulimaniyah–Jeddah
29. septembra 2019, manj kot leto dni po odprtju proge, je na postaji Al Sulimanija–Džida v južni Džidi izbruhnil ogromen požar, v katerem je bilo ranjenih več ljudi, postaja pa je bila popolnoma uničena. Gasilci so potrebovali 12 ur, da so ogenj obvladali, ogenj pa so izsledili do plastičnih strešnih plošč, ojačenih z vlakni, čeprav razlog za vžig plošč ostaja neznan. Okoli postaje je bila zgrajena 1,5-kilometrska  obvozna proga, da bi se izognili motnjam storitev med Meko in Medino.

### Prekinitev zaradi bolezni COVID-19
Storitve HHR so bile 20. marca 2020 prekinjene zaradi pandemije COVID-19. Storitve med Meko in Medino so se nadaljevale 31. marca 2021.

## Inženiring

### Oblikovanje
Saudova železniška organizacija je Dar Al-Handasah naročila, da pripravi idejno zasnovo projekta. Dar Al-Handasah je bil prav tako izbran za nadzor gradnje in upravljanje HHSR. Njihova zasnova je vključevala en izvrtan in pokrit predor, 46 železniških mostov, 9 mostov čez vadije, 5 železniških podvozov, 53 cestnih nadvozov, 30 cestnih podvozov, 12 prehodov za kamele, 5 postaj in 3 skladišča.
Dvotirna proga je elektrificirana in ima največjo konstrukcijsko določeno hitrost 320 km/h (200 mph) ali 360 km/h (224 mph). Vendar pa je največja hitrost vlakov med obratovanjem omejena na 300 km/h (186 mph). 77-kilometrska  vožnja od Meke do Al-Sulimanije–Džide traja 43 minut pri povprečni hitrosti okoli 107 km/h (66 mph), medtem ko 449-kilometrska vožnja med obema terminaloma, Meka in Medina, traja približno 2 uri. Proga, tirna vozila in postaje so zasnovani tako, da prenesejo temperature v razponu od 0 °C do 50 °C. Pričakovalo se je, da bo HHR prepeljala 60 milijonov potnikov letno na 35 vlakih s 417 sedeži na vlak.

### Gradnja
Gradnja je bila razdeljena v dve fazi. Pogodba v vrednosti 6,79 milijarde rialov (1,81 milijarde USD) za paket 1 prve faze je bila dodeljena Al Rajhi Alliance marca 2009. Zavezništvo sestavljajo kitajska China Railway Construction Corporation, francoski Bouygues ter savdski podjetji Al Arrab Contracting Company in Al Suwailem Company v sodelovanju s saudskim svetovalnim podjetjem Khatib in Alami ter ob podpori vodstva britanskega Scott Wilson Group.
Drugi paket prve faze je zajemal zasnovo postaj Meka, Madina, Al-Sulimanija–Džida in Airport–Džida in je bil aprila 2009 dodeljena Foster+Partners in Buro Happold po ceni 38 milijonov USD. Februarja 2011 so bile gradbene pogodbe oddane skupnemu podjetju med Saudi Oger in El Seif Engineering za obe postaji v Džidi in postajo KAEC, Saudi Binladin Group za postajo Meka in turški Yapı Merkezi za postajo Madina.
Druga faza projekta je med drugim vključevala preostalo infrastrukturo: tir, signalizacijo, telekomunikacije, elektriko in elektrifikacijo. Vključevala je tudi nabavo voznega parka in krito vzdrževanje 12 let po zaključku. Predkvalificirani konzorciji za II. fazo so poleg kitajskega CSRG vključevali Saudi Binladin Group, Badr Consortium, Al-Shoula Group in Al-Rajhi Alliance. 26. oktobra 2011 je Saudska železniška organizacija objavila, da je bila izbrana skupina Al-Shoula, ki jo sestavlja 14 saudskih in španskih podjetij, vključno s Talgo, Renfe, ADIF, COPASA, Indra Sistemas, Siemens mobility, OHL in Al Shoula. za pogodbo.

### Tirna vozila
Kot del pogodbe o drugi fazi gradnje naj bi Talgo dobavil 35 vlakov Renfe razreda 102 (ki se tržijo kot Talgo 350) po ceni 1,257 milijarde evrov, z možnostjo za dodatnih 23 za 800 milijonov evrov. Renfe in Adif bi upravljala vlake in vzdrževala progo 12 let. Končno je bilo naročenih 36 vlakov Talgo 350 SRO, od katerih je bil eden opremljen z dvojnim hibridnim parom potniških vagonov za do 20 ali 30 VIP oseb. Pogon in podstavne vozičke so izdelali v tovarnah Bombardier v Španiji.

## Postaje
Na progi je pet postaj.
- Postaja Medina (Kralj Abdulaziz Street-East)
- Postaja Kralj Abdullah Economic City v Rabighu
- Mednarodno letališče Kralja Abdulaziza – odprto 11. decembra 2019
- Postaja Džida (Al Sulajmanija) - deluje
- Postaja Meka (Rusaijfa)

Glavna postaja Meka je v bližini 3. obvoznice, v okrožju Rusaijfa blizu parka Rusaijfa in se odpeljete do Svete mošeje. Glavna postaja Džida je ob cesti Haramain v okrožju Al-Naseem. Železniška trasa je na sredini ceste Haramain. Medina ima potniško postajo. Na novem mednarodnem letališču kralja Abdulaziza je zgrajena postaja, povezana z odcepom.
Po podatkih Saudske železniške organizacije so postaje 'estetsko ikonične' stavbe z zasnovami, ki upoštevajo islamsko arhitekturno tradicijo. Imajo trgovine, restavracije, mošeje, parkirišča, heliport in VIP salone. Postaje so oblikovali Buro Happold in Foster + Partners.